# Phyllomimus truncatus
Phyllomimus truncatus är en insektsart som beskrevs av Brunner von Wattenwyl 1893. Phyllomimus truncatus ingår i släktet Phyllomimus och familjen vårtbitare. Inga underarter finns listade i Catalogue of Life.